# Acacia longiphyllodinea
Acacia longiphyllodinea é uma espécie de leguminosa do gênero Acacia, pertencente à família Fabaceae.